# Zagrebačka prigradska željeznica
Gradsko-prigradskim željezničkim prijevozom koristi se radnim danom u prosjeku oko 70 000 putnika. U 2006. godini prevezeno je 27 325 000 putnika.  Prva prigradska željeznička linija uvedena je 1992. na relaciji Savski Marof – Zagreb Glavni kolodvor – Dugo Selo. 2010. godine ta linija je produžena od Savskog Marofa do Harmice. Dionica Savski Marof – Dugo Selo najfrekventnija je željeznička pruga u Hrvatskoj, s najvišom prosječnom putnom brzinom i najvećim brojem prevezenih putnika. Uz ovu liniju, drugi važni prigradski smjerovi su prema Sisku, Karlovacu, Križevcima i Zaboku, a zajedno s područnim vlakovima iz Varaždina, Novske, Koprivnice i Bjelovara, HŽ je 2007. ukupno nudio 350 vlakova dnevno.
U planu je izgradnja novih stajališta: Avenija Vukovar, Savski most, Trokut i Buzin, rekonstrukcija stajališta Remetinec i Odra i izgradnja perona u kolodvorima Velika Gorica, Zagreb Klara i Hrvatski Leskovac. ZET je u suradnji s HŽ-om uveo zajedničku mjesečnu i godišnju kartu (pokaz), koja vrijedi i u prigradskom željezničkom prometu, kao i na tramvajskim i autobusnim linijama ZET-a.

## Gradsko-prigradske linije
- Harmica – Savski Marof – Zagreb GK – Dugo Selo
- Zagreb GK – Karlovac centar – (Ogulin)
- Zagreb GK – Sisak Caprag – (Novska)
- Zagreb GK – Dugo Selo – Križevci / Bjelovar – (Koprivnica)
- Zagreb GK – Dugo Selo – Ludina – (Novska)
- Zagreb GK – Zabok – Zlatar Bistrica – (Varaždin)
- Zabok – Krapina – (Đurmanec)
- Zabok – Gornja Stubica

Linije nemaju vlastiti broj ili službenu boju.
Prva i najvažnija prigradska linija je Harmica – Dugo Selo koja prolazi kroz zapadni i istočni dio Zagreba. Za razliku od većinu linija, ona počinje i završava izvan Zagreba te koristi Glavni kolodvor kao usputnu stanicu.

## Vozni park
Uvođenje željeznice u sustav javnog gradskog i prigradskog prometa Zagreba ishodovalo je povećanju broja vlakova i prevezenih putnika. U gradsko-prigradskom željezničkom prijevozu u Zagrebu koristi se 10 elektromotornih garnitura, dok je u suradnji s Gradom Zagrebom izvedena rekonstrukcija šest garnitura. HŽ je uz financijsku potporu Grada Zagreba, u razdoblju od 2009. do 2012. godine planirao nabavku 18 elektromotornih vlakova.
| Tip vlaka | Slika | Relacije                                                                                      |
| --------- | ----- | --------------------------------------------------------------------------------------------- |
| HŽ 6111   |       | - Zabreb GK – Karlovac Centar - Zabreb GK – Križevci - Zagreb GK – Ludina - Zagreb GK – Zabok |
| HŽ 6112   |       | - Harmica – Dugo Selo - Zagreb GK – Ludina - Zagreb GK – Zabok - Zagreb GK – Križevci         |
| HŽ 7023   |       | - Zagreb GK – Zlatar Bistrica                                                                 |
| HŽ 7121   |       | - Zagreb GK – Bjelovar - Zabok – Zlatar Bistrica                                              |